# Make It Happen (filme)
Make It Happen (br: Fazer Acontecer) é um filme sobre dança de 2008, dirigido por Darren Grant e estrelado por Mary Elizabeth Winstead. O roteiro foi co-escrito por Duane Adler, que foi roteirista de Save the Last Dance e Step Up, filmes que também envolve a dança.

## Elenco
| Atores                  | Papel               |
| ----------------------- | ------------------- |
| Mary Elizabeth Winstead | Lauryn Kirk         |
| Riley Smith             | Russ                |
| Tessa Thompson          | Dana                |
| John Reardon            | Joel Kirk           |
| Julissa Bermudez        | Carmen              |
| Karen LeBlanc           | Brenda              |
| Ashley Roberts          | Brooke              |
| Matt Kippen             | Wayne               |
| Aaron Merke             | Clay                |
| Erik Fjeldsted          | Marty               |
| Leigh Enns              | Cliente Flirtatious |